# Ayer (serie documental)
Ayer (también conocida como Argentina en este siglo) fue la primera serie documental de televisión de Argentina –y una de las primeras del mundo– emitida entre 1964 y 1968 por los canales 7 y 13 de Buenos Aires.
Fue creada, producida y realizada por Carlos Alberto Aguilar, galardonado en 1966 con el premio Santa Clara de Asís al mejor libretista por este ciclo, que también obtuvo el premio Martín Fierro al mejor programa periodístico de 1964 y resultó nuevamente nominado por APTRA en 1965 y 1968. 
Cada capítulo giraba en torno a mediometrajes, elaborados especialmente por su creador y que abarcaban temáticas internacionales, tanto históricas como de la actualidad de aquel entonces.
Contaba con entrevistas hechas en vivo desde los estudios –en las primeras temporadas por Marcelo Laferrère y posteriormente por Héctor Grossi– a personajes vinculados al suceso o especialistas, que brindaban información adicional.
Para su elaboración, fue adquirida gran cantidad de material documental inédito, tanto a coleccionistas como a protagonistas de los hechos. Por ejemplo, la pelea entre Luis Ángel Firpo y Jack Dempsey, comprada a este último o el hundimiento del crucero Admiral Graf Spee, capitán de corbeta del navío.
La objetividad, interés cultural y rigor histórico de las investigaciones, motivó que desde el año 1966, los documentales realizados desde el inicio del ciclo fueran incluidos en la colección fílmica del Archivo General de la Nación para su conservación y restauración.
Desde entonces, muchos documentales de archivo han utilizado material obtenido o elaborado especialmente para Ayer, incluso sin saberlo, dado que los cortometrajes no contaban con los créditos de realización, que pudieron visualizarse únicamente –al igual que las entrevistas– en los programas completos, de los cuales no se preserva ninguna copia pública.

## Historia

### Canal 7 (1964-66)
La creación de Ayer surge a partir de un programa previo realizado por Aguilar en el Canal 9 de Buenos Aires en 1963, en el cual se reseñaban los acontecimientos y hechos más destacados del año anterior. A esto, se sumaba la reciente finalización en el mismo canal de la telecomedia Un Osvaldo al más allá, también producida y guionada por Aguilar, junto con Carlos Darío. ese año se desarrolló un proyecto que denominó Ayer.
Inicialmente adquirió material documental, pietaje fílmico y realizó los primeros guiones. Pero al proponer el programa entre los canales de televisión fue rechazado porque «se dudaba del interés de una transmisión de tal naturaleza». Excepto en Estados Unidos, Francia o Inglaterra, donde las grandes cadenas ya habían realizado algunos documentales históricos o biográficos, la televisión no presentaba este tipo de contenidos. Recién en 1964, Francisco Petrone, el director general de Canal 7, designado por el dictador Juan Carlos Onganía comenzó a emitirse Ayer, en la televisión argentina.
El primer capítulo fue emitido a las 21:00 el 13 de junio del año 1965 sobre el  político Alfredo Palacios. tenía previsto emitir el episodio «Tiempo de violencia» por el Canal 13 de Buenos Aires, donde se narraban los hechos de la masacre de la Plaza de Mayo.A pesar de haber sido anunciado por la crítica, que mencionaba a los hechos como «revolucionarios»,
el capítulo fue censurado y el ciclo televisivo, quitado de la grilla de programación.
Esto se debió a que la estética de los documentales previos a «Tiempo de violencia», tendían a minimizar la masacre, mostrando los bombardeos con planos lejanos y enfocándose principalmente en el sobrevuelo de los aviones.
Las circunstancias de mayor gravedad que se exponían, eran la destrucción de edificios de la ciudad y jamás estaban presentes las víctimas de los bombardeos ni la presencia de resistencia civil al atentado.
Se presentaban como mártires y héroes a los soldados caídos del bando de la autodenominada Revolución Libertadora y eran «invertidos el lugar de las víctimas y de los victimarios».
No había imágenes referidas a la resistencia.
En 2006 el cantante Vicentico lanzó el sencillo "el árbol de la plaza” que trata acerca del golpe de Estado que derrocó el gobierno constitucional de Juan Domingo Perón, en el video de Vicentico, este aparece en medio de los bombardeos de la plaza de mayo de junio.
Las imágenes del bombardeo a la población civil, los enfrentamientos sociales previos y posteriores al bombardeo, como así también las imágenes de los muertos, no habrían sido mostrados con su verdadero significado hasta el año 1966 en Tiempo de violencia.
El cortometraje documental Tiempo de violencia del periodista Carlos Alberto Aguilar (1929-1992) fue el primero en narrar de manera cronológica y objetiva los hechos históricos del atentado, sin politizar ni censurar su discurso.
Se trató del primer relato que disputó la «versión oficial» de los hechos instalada por el discurso afín de la Revolución Libertadora.
Al contrario de las interpretaciones de los documentales previos, donde el bombardeo y el posterior golpe de Estado eran presentados como parte de una «gesta libertadora»,
en Tiempo de violencia eran «emergentes de un proceso progresivo de violencia que enfrentaba a los argentinos».
.
La posición neutral construida por el documental y la condena de la violencia permitían configurar «la idea de horror o barbarie como una de las acepciones de la violencia» y las palabras con las que fue identificado el bombardeo —destrucción, terror, devastación, muerte, guerra— remarcaban el carácter irracional de los hechos representados.
El documental de Aguilar buscaba llamar la atención sobre el momento político del país sin embargo Petrone ferviente antiperonista decidió censurarlo
 El ciclo contaba con entrevistas en vivo desde los estudios realizadas por Marcelo Laferrère –hijo del político y dramaturgo Gregorio de Laferrère y esposo de Lili Massaferro– tanto históricas como de la actualidad de aquel entonces, surgidas de los documentales fílmicos con narraciones de Rodríguez Cabanillas, musicalizados, escritos y realizados por Aguilar. pudo conocerse la decisión del director general del Canal 7 –licenciado en economía Mario S. Burroni– de levantar de la programación el ciclo periodístico ayer. Aunque no se conocen detalles del porqué de esta decisión, ha trascendido que se debe a problemas profesionales y personales entre la dirección del canal y el productor del ciclo.

Se incorporó al equipo de producción prensa escrita y familiares de Aguilar, entre ellos Mario Sabato –hijo del escritor, ensayista, físico y pintor Ernesto Sabato–, quien fue asistente de dirección y Susana Aguilar, prima segunda del Carlos Alberto, la cual incluyó a su vez a su tío, Guillermo Aguilar (que usó el seudónimo Armando Quinteros). Además, el material y testimonios aportados por la gente, comenzaron a ser utilizados, sobre el cual se realizó un minucioso trabajo de investigación y selección, al igual que en diferentes archivos públicos y privados.
| Programa periodístico que emite Canal 7 los sábados a las 22. Si se hiciera una tabla de posiciones de los espacios periodísticos propiamente dichos, y se tomaran en cuenta los temas de verdadero interés general, la precisión en la exposición y, especialmente, en el sentido de actualidad (en relación del ayer que tantas veces entronca con el hoy), este programa ocuparía el primer puesto. Señalar los aciertos, sería aquí realizar una extensa transcripción de los distintos programas que conforman el ciclo hasta ahora. Digamos, en definitiva, que "Ayer" cumple una función informativa y educativa a la vez, como también de entretenimiento, triada que, de por sí, justifica que lo ubiquemos en la primera colocación de nuestra hipotética tabla. —Francisco Loiácono. |

Con material exclusivo e inédito sobre hechos y personajes históricos, directamente de su fuente o de allegados. Por ejemplo, en el capítulo La batalla del Río de la Plata, donde el material fue obtenido mediante el capitán de corbeta del crucero alemán Graff Spee, Friedrich Wilhelm Rasenack, quien filmó el trágico hundimiento y fue el encargado de minar el navío. Asimismo, en el episodio El combate del siglo el público argentino pudo observar por primera vez la mítica pelea de boxeo entre Luis Ángel Firpo y Jack Dempsey que desde el año 1923 suscitara el interés nacional, pero que recién fue difundida en el país, cuando la producción de Ayer la obtuvo proveniente del propio Dempsey. Sin embargo, a la película original le fueron recortados los 14-17 segundos donde el estadounidense es expulsado del ring, visualizándose únicamente su caída y posterior reincorporación.
Variadas biografías o hechos históricos, fueron relatados en documentales por primera vez en Ayer. Entre ellos se destacan el Terremoto de San Juan de 1944, el Bombardeo de la Plaza de Mayo, el Asesinato de John F. Kennedy, la biografía de Sarah Bernhardt, la historia del Teatro Colón, la hazaña del vuelo Plus Ultra hecho por Ramón Franco –hermano menor del general Francisco Franco– el itinerario de las visitas a la Argentina de Manuel Ferraz de Campos Sales (1900), Isabel de Borbón y Borbón (1910), George Clemenceau (1910), Jean Jaures (1911), Theodore Roosevelt (1913), Víctor Manuel III de Italia (1924), Herbert Hoover (1928), Eduardo de Windsor (1931), Getúlio Vargas (1935) y Franklin D. Roosevelt (1936).
Muchas veces con testimonios o material aportado por sus protagonistas, como los capítulos; De Balcarce a la gloria, que aborda la carrera automovilística de Juan Manuel Fangio mediante su propio aporte documental, El viaje imposible, que narra la travesía de los caballos criollos Gato y Mancha sobre los testimonios y material de su propietario, Emilio Solanet, o el de Antoine de Saint-Exupéry con información brindada por su viuda, Consuelo de Saint-Exupéry.
Consecuente del material y contenidos a presentar, la dinámica del producto fue cambiando hasta transformarse en una serie de especiales, basada en un esquema nuevo para la televisión de aquel entonces: la efeméride documental. Desde la primera temporada, el ciclo contó con altos niveles de rating y con el elogio de la crítica, siendo galardonado por APTRA con un Martín Fierro al mejor programa periodístico del año 1964, terna que integró nuevamente en los años 1965 y 1968.

### Canal 13 (1966-67)
En el año 1966 la serie se fue movida al Canal 13 de Buenos Aires, iniciando la nueva temporada el 6 de abril de 1966, bajo el nombre de Argentina en este siglo. La directiva no aceptó el título Ayer por su identificación directa con el Canal 7. En un principio, se llamaría Sucedió en este siglo, pero se optó por enfocarse más en historias locales o de repercusión en el país, tales como la historia de los hermanos Carlos, Ernesto, Alfredo, Eliseo y Jorge Brown, jugadores del mítico Alumni Athletic Club, la Copa Mundial de Fútbol de 1966, las biografías de Jorge Newbery, Carlos Gardel, Hipólito Yrigoyen y Bartolomé Mitre, entre otros. Además, el periodista, guionista y crítico de cine Héctor Grossi fue contratado como el nuevo presentador del programa y Marcos Aguirre como narrador.
Por sus características y contenidos exclusivos, el programa continuó siendo fuente de estreno y difusión de variado material histórico, tanto como generador de contenidos sobre hechos o personajes destacados, que por primera vez llegaban al público masivo. Para la confección de los documentales, además del material de archivo, cada semana se realizaban filmaciones especiales.
Estas particularidades le valieron a la producción un infrecuente convenio de intercambio con el Ministerio del Interior mediante el cual los documentales realizados por Aguilar para su programa, comenzaban a formar parte del patrimonio audiovisual histórico, siendo incorporados al acervo fílmico y sonoro del Archivo Gráfico de la Nación, para su conservación y resguardo.
Durante sus emisiones por el Canal 13, la serie continuó con altos niveles de rating, excelentes críticas y Aguilar recibió el premio Santa Clara de Asís –patrona de la televisión– al mejor libretista del año por este ciclo. Sin embargo, durante el gobierno de facto de Juan Carlos Onganía, el capítulo Tiempo de violencia, donde por primera vez se presentaban registros fílmicos del Bombardeo de la Plaza de Mayo, fue censurado y la serie fue levantada de la programación.

### Continuación
El archivo privado conformado por su productor, permitió que algunas temáticas excluidas del ciclo, fueran producidas individualmente durante el año 1967, en el marco de otros formatos o de programas especiales, como por ejemplo el capítulo censurado de Tiempo de violencia, emitido como especial por el Canal 11 y conducido por el propio Aguilar u Hola, Walt Disney –documental biográfico sobre Walt Disney– presentado en el ciclo El mundo del espectáculo, con la conducción de Eduardo Rudy y emitido por Canal 13.
A finales del año 1967, Aguilar había firmado contrato con Canal 7 para otra temporada de Ayer regresando el ciclo a su cadena de emisión original. Se emitía los miércoles, a las 20:00 y contaba nuevamente con la conducción de Héctor Grossi. Sin embargo, a los tres meses de emisión, en el año 1968, el nuevo director general de la emisora, Mario Santiago Burroni, retiraría al ciclo de la grilla, debido a problemas personales con su creador. Esta temporada, fue nuevamente considerada por APTRA como uno de los mejores programas periodísticos del año.
En la década del 1980, el conductor Julio Lagos, utilizó algunos de los documentales para diversos programas especiales en Canal 7 –cuyo nombre ya habría cambiado a Argentina Televisora Color– respetando los títulos originales y fuente del material. En el año 1988 fue emitida la serie documental La década del 60 mediante América TV, llamada entonces Teledos, canal perteneciente al empresario comunicacional Héctor Ricardo García. Contó con la conducción de la periodista y modelo Lidia Satragno, más conocida como Pinky, quién le solicitó personalmente material de Ayer a Aguilar para la producción del ciclo, cediéndole variadas copias de su archivo.

## Legado

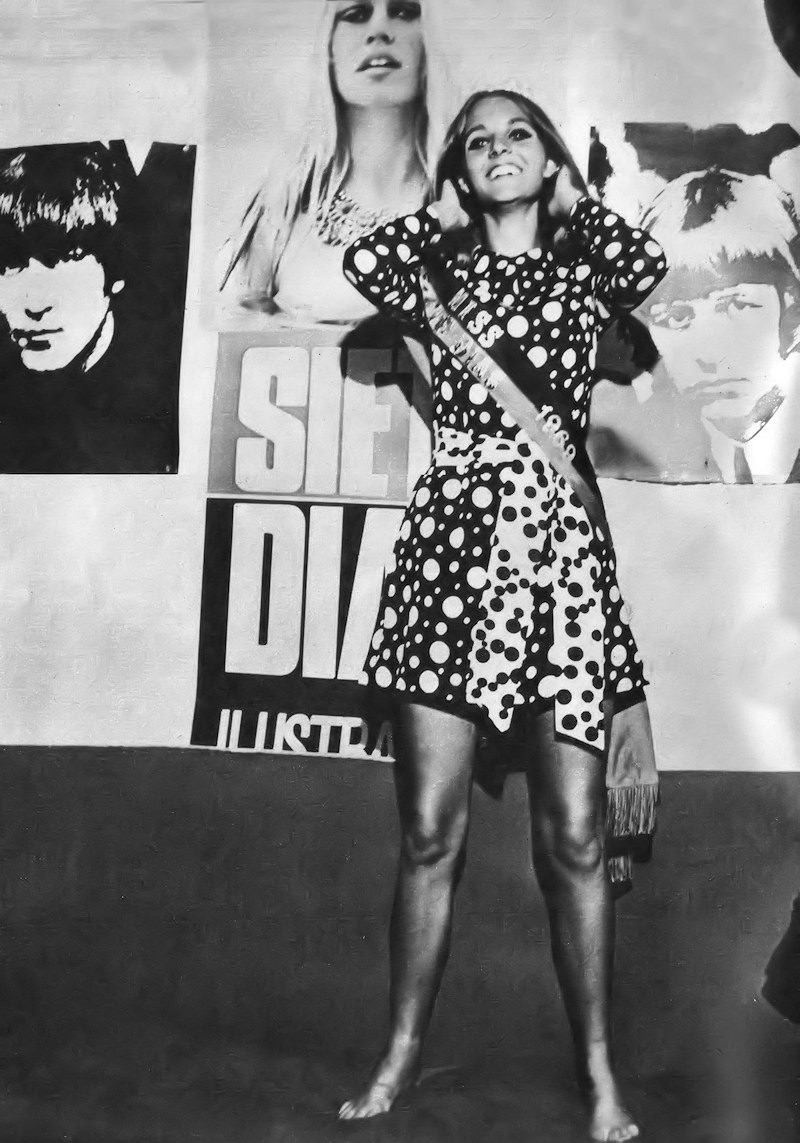
Teté Coustarot, conductora de Siglo XX Cambalache, siendo coronada Miss Siete Días en Mar del Plata, 1969.

El formato televisivo de Ayer, así como su estilo de narración/literario y objetividad histórica, consolidó al programa como un clásico de las series documentales de la televisión argentina, a partir de la reiteración de su esquema en otras producciones, siendo el ejemplo más destacado por su repercusión y similitud el programa Siglo XX Cambalache, ya que contó con las participaciones de Rita Pavone, Sofía Loren, Catherine Deneuve, Alain Delon, Claudia Schiffer, entre otras figuras internacionales. 

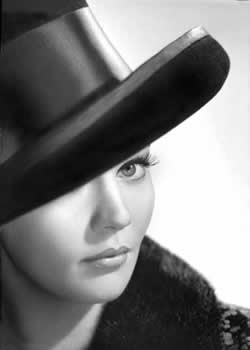
Lidia Satragno (Pinky) en 1964, conductora de La década del 60, La década del 70 y La década del 80. Fotografía tomada por Annemarie Heinrich.

 Fue emitido entre los años 1992-1995 los sábados, por Telefe, con la conducción de la periodista y modelo Teté Coustarot y Fernando Bravo. La particularidad innovadora del ciclo, era que «solía sumar al material de archivo entrevistas con los protagonistas o testigos de época del suceso que contaran», experiencia y característica que ya presentaba Ayer, 28 años antes. En 1992, a pocos meses de la muerte de Aguilar, se estrenaría también los sábados, en el Canal 9 de Bs. As. –en aquel entonces, Azul Televisión– otra serie documental rememorando la década del 70, conducida por Pinky, esta vez con el acompañamiento del periodista y locutor Enrique Llamas de Madariaga, quien había sido colega tanto de Pinky como de Aguilar, cuando éstos 3 se desempeñaban como periodistas en Telenoche Informa. El programa se llamaba Parece que fue ayer, pero ante el reclamo de la viuda de Aguilar por los derechos del título (ya que comprendía la palabra «ayer» en el mismo), la producción decidió modificarlo, llamándolo La década del 70, al igual que el ciclo anterior. Luego fue relanzado en 1999, bajo el mismo formato para el título y conducido nuevamente por Pinky; La década del 80.
Desde el año 2000 gran parte del material de los documentales fueron reutilizados por la Televisión Pública, para las series Huellas de un siglo, Argentina siglo XX y Ver la historia. Sin embargo, la fuente jamás fue mencionada en los créditos, a pesar de haber sido utilizados segmentos con el montaje y narración originales de Ayer. Por ejemplo, en un capítulo del programa Si te he visto no me acuerdo, sobre la vida de Carlos Gardel, el historiador Felipe Pigna presenta un cortometraje realizado especialmente para Ayer como «un documental realmente muy interesante», sin poder precisar su origen.
 A pesar de su relevancia, el ciclo fue omitido en todos los homenajes y programas realizados por la Televisión Pública a raíz del 60° aniversario de esta, durante el año 2011.

### Libros
- Rapoport, Mario; Seoane, María (2007). Buenos Aires, historia de una ciudad: de la modernidad al siglo XXI : sociedad, política, economía y cultura, Volumen 2. Planeta. ISBN 9504917461.
- Ulanovsky, Carlos; Itkin, Silva; Sirvén, Pablo (1999). Estamos en el aire: una historia de la televisión en la Argentina. Planeta. ISBN 9504903134.
- Gregorio Santos, Hernando (1977). 25[i.e. Veinte y cinco] años de TV Argentina. Herpa.
- Nielsen, Jorge; Vega, Hugo F. (2004). La magia de la televisión argentina: 1961-1970, cierta historia documentada. Ediciones del Jilguero. ISBN 9879416066.
- Nielsen, Jorge; Vega, Hugo F. (2001). Televisión argentina, 1951/1975: la información. Ediciones del Jilguero. ISBN 9879416031.
- Buero, Luís (1999). Historia de la televisión argentina: contada por sus protagonistas desde 1951 hasta 1996. Universidad de Morón. ISBN 9509474258.
- Gallina, Mario (2001). Osvaldo Miranda: el comediante. Corregidor. ISBN 9500513897.
- Marrone, Irene; Moyano Walker, Mercedes; Allegretti, Susana (2006). Persiguiendo imágenes: el noticiario argentino, la memoria y la historia (1930-1960). Editores del Puerto. ISBN 9879120922.
- Mallimacci, Fortunato (1997). Cine e imaginario social. Universidad de Buenos Aires. ISBN 9502903943.

- Datos: Q26710855